# Diocesi di Amantea
La diocesi di Amantea (in latino Dioecesis Mantheanensis) è una sede soppressa della Calabria bizantina, sottomessa al patriarcato di Costantinopoli. Dal 2018 è una sede vescovile titolare della Chiesa cattolica.

## Storia
Amantea, città calabrese sulla costa tirrenica, oggi in provincia di Cosenza, fu sede di un'antica diocesi attestata durante la dominazione bizantina nell'Italia meridionale.
La diocesi fu probabilmente eretta nella prima metà dell'VIII secolo, dopo che i domini bizantini della Sicilia e della Calabria furono sottratti dall'imperatore Leone III Isaurico alla giurisdizione dei vescovi di Roma e sottoposti al patriarcato di Costantinopoli.
La diocesi, con il nome di Amantia o Amantheia, è attestata dalle Notitiae Episcopatuum del patriarcato dagli inizi del IX secolo fino al XII secolo, come suffraganea dell'arcidiocesi di Reggio.
Tuttavia nessun vescovo è menzionato nelle fonti documentarie o conciliari greche di questo periodo. L'unico vescovo che si attribuisce ad Amantea è Petros episcopos Amant(eias), il cui nome appare in un sigillo greco datato all'VIII secolo e scoperto sull'isola di Lipari. La tradizione attribuisce alla diocesi anche due santi vescovi, Gregorio e Giosuè, di dubbia storicità.
È probabile che la diocesi greca fosse ancora attiva nella seconda metà dell'XI secolo. Dopo la conquista normanna della Calabria, il conte Ruggero, con un diploma del 1094, confermò al vescovo latino di Tropea tutti i privilegi e i diritti di cui godevano i precedenti vescovi greci di Amantea e di Tropea.
Il diploma di Ruggero attesta inoltre l'unione delle diocesi di Tropea e di Amantea, benché i territori non fossero tra loro contigui. Nella letteratura locale le due porzioni della diocesi erano chiamate diocesi superiore (Tropea) e diocesi inferiore (Amantea). Quest'ultima, nel corso dell'Ottocento e del Novecento, era costituita dai comuni di Amantea, Aiello Calabro, Serra d'Aiello, San Pietro in Amantea, Belmonte Calabro, Cleto, Falconara Albanese, Fiumefreddo Bruzio, Longobardi, le parrocchie di Laghitello e Terrati (nel comune di Lago), Falerna, Nocera Terinese e San Mango d'Aquino.
Alla fine del XV secolo gli abitanti di Amantea, sostenuti dal re di Napoli, fecero richiesta alla Santa Sede di ristabilire la diocesi o che almeno i vescovi di Tropea portassero il doppio titolo di "vescovi di Tropea e Amantea". Nel concistoro del mese di febbraio 1500 papa Alessandro VI accolse le richieste degli amanteani, ordinando che d'ora in avanti i vescovi portassero il titolo di entrambe le diocesi invicem unitarum. Tuttavia, su protesta di Tropea, annullò la sua decisione con un breve del 30 aprile 1503, confermato da papa Clemente VII nel 1534. Un'altra richiesta avanzata nel XVIII secolo non venne accolta da papa Benedetto XIII.
Il 31 dicembre 1963 un decreto della Congregazione Concistoriale pose fine alla millenaria unità territoriale dell'antica diocesi amanteana e decise la divisione del territorio della diocesi inferiore che fu annesso in parte all'arcidiocesi di Cosenza e in parte alla diocesi di Nicastro.
Dal 2018 Amantea è annoverata tra le sedi vescovili titolari della Chiesa cattolica; dal 26 febbraio 2018 l'arcivescovo, titolo personale, titolare è Alfred Xuereb, nunzio apostolico in Marocco.

## Cronotassi

### Vescovi
- Pietro † (VIII secolo)

### Vescovi titolari
- Alfred Xuereb, dal 26 febbraio 2018